# Yesterday (chanson de Toni Braxton)
Pour les articles homonymes, voir Yesterday (homonymie).
Singles de Toni Braxton et Trey Songz
The Time of Our Lives
(2006) Make My Heart
(2010)
Yesterday est une chanson de la chanteuse Toni Braxton et du chanteur Trey Songz, sortie le 29 septembre 2009. La chanson est le 1st single, extrait de l'album Pulse. Elle est écrite par Jerome Armstrong, Terrence Battle, Toni Braxton, Justin Franks, Michael White et composée par DJ Frank E.

## Composition
"Yesterday"  est un titre R&B qui dévoile l'infidélité du petit-ami de Braxton.

## Performance commerciale
La chanson s'érige à la 12e place du Billboard Hot & R&B Hip-Hop Songs.

## Vidéoclip
La vidéo qui illustre la musique est réalisée par Bille Woodruff. Il y démontre Toni en train de jouer du piano pendant que son petit ami, joué par Trey Songz, la trompe avec une autre femme. Toni Braxton Yesterday featuring Trey Songz official vidéo Youtube

## Pistes et formats
| U.S. iTunes digital EP 1. "Yesterday" (Remix featuring Trey Songz) — 3:46 2. "Yesterday" (Album Version) — 3:48 3. "Yesterday" (Instrumental) — 3:48 U.S. Wal-Mart CD single 1. "Yesterday" (Remix featuring Trey Songz) — 3:46 2. "Rewind" — 3:30 Allemagne digital single 1. "Yesterday" (Album Version) — 3:48 2. "Yesterday" (Bimbo Jones Mix) — 7:05 3. "Yesterday" (Fred Falke Mix) — 7:02 4. "Yesterday" (Dave Audé Club Mix) - 8:41 5. "Yesterday" (Remix featuring Trey Songz) — 3:46 6. "Yesterday" (Video) — 3:47 Allemagne CD single 1. "Yesterday" (Album Version) — 3:48 2. "Yesterday" (Remix featuring Trey Songz) — 3:46 | Royaume-Uni digital single 1. "Yesterday" (Album Version) — 3:48 Royaume-Uni iTunes digital single 1. "Yesterday" (Album Version) — 3:48 2. "Rewind" — 3:30 Royaume-Uni iTunes digital remix single 1. "Yesterday" (Bimbo Jones Mix) — 7:05 2. "Yesterday" (Fred Falke Mix) — 7:02 3. "Yesterday" (Nu Addiction Mix) — 6:04 4. "Yesterday" (Sticky Lovers Remix) — 4:58 5. "Yesterday" (Remix featuring Trey Songz) — 3:46 Royaume-Uni 7Digital digital single 1. "Yesterday" (Album Version) — 3:48 2. "Yesterday" (Cutmore Mix) — 6:18 Royaume-Uni 7" Vinyl, 1. "Yesterday" (Sticky Lovers Remix) — 4:58 2. "Yesterday" (Sticky Lovers Dub Mix) — 4:58 |

## Classement hebdomadaire
| Chart (2009/2010)                 | Peak position |
| --------------------------------- | ------------- |
| Australie                         | 49            |
| Europe                            | 50            |
| Allemagne                         | 20            |
| Suisse                            | 17            |
| Royaume-Uni                       | 50            |
| Royaume-Uni                       | 17            |
| US Hot R&B/Hip-Hop Songs          | 12            |
| US Bubbling Under Hot 100 Singles | 16            |